# HD 126614 Ab
HD 126614 Ab 또는 HD 126614 b, HIP 70623 b는 K형 주계열성 HD 126614 A를 돌고 있는 외계 행성으로, 지구로부터 황소자리 방향으로 약 236 광년 떨어진 곳에 있다. 외계 행성 중에서 그리 많지 않은, 1회 공전에 수 년이 걸리는 천체이며 질량은 목성의 절반이 되지 않는다. 그러나 b의 궤도 이심률은 매우 크며 항성에 가까워질 때에는 0.94 AU부터, 멀어질 때는 3.61 AU까지 거리 차이가 심하다.

## 같이 보기
다음 목록은 2009년 11월 13일 켁 천문대에서 동시에 발견한 외계 행성들이다.
- HD 34445 b
- HD 24496 Ab
- HD 13931 b
- 글리제 179 b
- 처녀자리 QS b

좌표:  14h 26m 48.2804s, −05° 10′ 40.009″